# 鐵魁
鐵魁（？年—？年），荊州駐防滿洲鑲白旗人，咸豐六年繙譯進士。

## 生平[1]
- 咸豐六年丙辰科（1856年），中式繙譯進士。
- 四川補用知府。